# Dołżanskaja
Dołżanskaja (ros. Должанская) – stanica w Rosji, w Kraju Krasnodarskim, w rejonie jejskim. W 2010 liczyła 7019 mieszkańców.